# Ulrich Grunert
Ulrich Grunert (* 18. Juni 1952 in Quedlinburg, Sachsen-Anhalt) ist ein deutscher Musik- und Kulturjournalist sowie Autor von Büchern zu Kultur und Geschichte.

## Biografie
Nach dem Abitur an der Erweiterten Oberschule Thomas Müntzer (heute Gymnasium Stephaneum) in Aschersleben studierte er von 1973 bis 1976 an der Ingenieurschule in Roßwein. Gleichzeitig gründete er mit Weggefährten den „jugendclub 70“ in Gatersleben, einen der ersten offiziell zugelassenen Jugendclubs im damaligen Bezirk Halle.
Ab 1988 moderierte er innerhalb der Unterhaltungsreihen „Beat Club“ und „Film Club“ in Schwerin und Umgebung öffentliche Musik- und Filmveranstaltungen, in denen er unter anderen mit Werner Burkhardt, Reinhard Fißler, André Greiner-Pol, Kurt Maetzig, Fritz Rau, Rio Reiser, Siegfried Schmidt-Joos, Tony Sheridan, Klaus Voormann, Horst Fascher und Peter Paul Zahl ins Gespräch kam.
Ab 1992 arbeitete Grunert als freier Musikredakteur für die Schweriner Volkszeitung und Musikzeitschriften wie eclipsed und Melodie und Rhythmus. Außerdem war er mehrere Jahre als freiberuflicher Redakteur für das Stadtmagazin piste tätig und belieferte das von Christian Hentschel gegründete Musikmagazin „Gaffa“ mit Texten über Rock und Pop. Seit 2007 veröffentlichte Grunert Bücher zu Kultur und Zeitgeschichte.

## Werke (Auswahl)
- Aufgewachsen in der DDR – Wir vom Jahrgang 1952 – Kindheit und Jugend. Gudensberg-Gleichen 2007, ISBN 978-3-8313-1752-3.
- Aufgewachsen in Schwerin in den 40er & 50er Jahren. Gudensberg-Gleichen 2008, ISBN 978-3-8313-1899-5.
- Unsere Kindheit in der DDR – Von Amiga bis Zekiwa: Einkaufsbummel durch die DDR. Gudensberg-Gleichen 2010, ISBN 978-3-8313-2041-7.
- Grenzgeschichten – Mecklenburg-Vorpommern, Schleswig-Holstein, Hamburg. Gudensberg-Gleichen 2014, ISBN 978-3-8313-2219-0.
- Wir sind die Kinder der 50er & 60er: Aufgewachsen in der DDR. Gudensberg-Gleichen 2014, ISBN 978-3-8313-2482-8.
- mit Fritz Carius: Aufgewachsen in der DDR – Wir vom Jahrgang 1941 – Kindheit und Jugend. Gudensberg-Gleichen 2008, ISBN 978-3-8313-1741-7.
- mit Jürgen Haase, János Can Togay (Hrsg.): Deutsche Einheit am Balaton – die private Geschichte der deutsch-deutschen Einheit. Berlin 2009, S. 64–69, ISBN 978-3-89809-086-5.
- mit Franziska Kleiner u. a. Leben in der DDR: Bilder und Geschichten. Berlin 2009,  ISBN 978-3-359-02209-1.
- mit Laura Marie Grunert: Wir vom Jahrgang 1995. Kindheit und Jugend. Gudensberg-Gleichen 2013, ISBN 978-3-8313-1795-0.
- mit Hans-Joachim Ulbrich: Berufe in Film und Fernsehen – media house. Bielefeld 2001, ISBN 978-3-7639-0189-0.
- mit Wolfgang Reuter: Motorsportstadt Schwerin – zu Wasser und zu Lande. Pinnow 2015, ISBN 978-3-95655-245-8.
- mit Matthias Bergert u. a.: Rock 05 – Das Gesamtwerk der größten Rock-Acts..., Teil 5. Ein Eclipsed-Buch. Aschaffenburg 2022, ISBN 978-3-944957-04-3.
- mit Gisela Oechelhaeuser u. a.: Wie wir lebten, wer wir waren. Geschichten aus der DDR. Berlin 2024, ISBN 978-3-359-03034-8.